# LGM-118 Peacekeeper
LGM-118 Peacekeeper je bil ameriški medcelinski balistični izstrelek, ki je bil uveden v operativno uporabo leta 1986 in naj bi zamenjal izstrelke Minuteman. Namenjen je bil uničevanju nasprotnikovih utrjenih raketnih silosov, zato je bila natančnost ena glavnih zahtev pri načrtovanju. Da bi lahko konkurirali težkim sovjetskim balističnim izstrelkom, so nanje lahko namestili tudi do 10 jedrskih bojnih konic.
Delo na projektu se je začelo leta 1972 in se je s prekinitvami nadaljeval do leta 1983, ko je bila izvedena prva testna izstrelitev iz letalske baze Vandenberg v Kaliforniji. Načrtovana je bila izdelava vsaj 100 izstrelkov, vendar so jih za operativno rabo izdelali le 50. Z razpadom Sovjetske zveze in podpisom sporazuma START II, ki je prepovedoval uporabo več jedrskih konic so bili izstrelki umaknjeni iz uporabe in konec leta 2005 so bili deaktivirani še zadnji izstrelki.